# Kobyle Góry
Kobyle Góry (dawniej Zielona Dąbrówka; dodatkowa nazwa w j. kaszub. Kòbëlé Gòrë; niem. Kobbelberg) – kaszubska osada leśna w Polsce na Równinie Charzykowskiej w regionie Kaszub zwanym Gochami położona w województwie pomorskim, w powiecie bytowskim, w gminie Lipnica.
W latach 1975–1998 miejscowość należała administracyjnie do województwa słupskiego.